# Euceros frigidus
Euceros frigidus är en stekelart som beskrevs av Cresson 1869. Euceros frigidus ingår i släktet Euceros och familjen brokparasitsteklar. Inga underarter finns listade i Catalogue of Life.